# Jack Tramiel

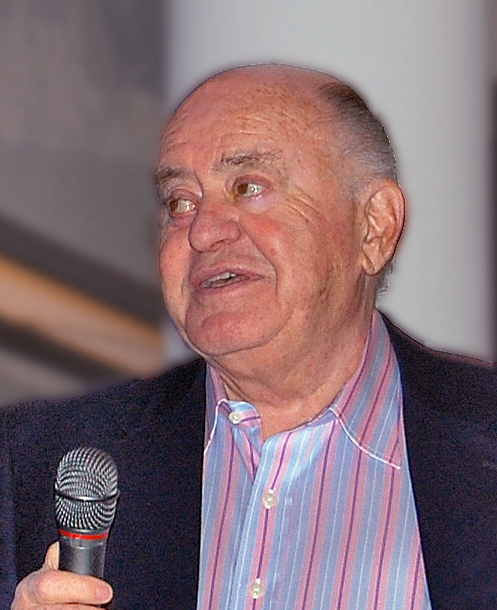
Jack Tramiel (2007)

Jack Tramiel (geboren als Jacek Trzmiel, nach anderen Angaben als Idek Tramielski; * 13. Dezember 1928 in Łódź; † 8. April 2012 in Monte Sereno, Kalifornien) war ein polnisch-US-amerikanischer Unternehmer und Computerpionier.

## Leben
Tramiel wurde 1944 wegen seiner jüdischen Herkunft von den Nationalsozialisten erst in das KZ Auschwitz und dann in das KZ-Außenlager Hannover-Ahlem verschleppt, in dem er als Zwangsarbeiter für die Continental Gummi-Werke arbeiten musste. 1945 wurde er von den US-Amerikanern befreit und erhielt einen Hilfsjob bei der US-Army in Marburg. Er heiratete 1947 in Hannover die KZ-Überlebende Marie Helen Goldgrub. Im November 1947 emigrierte er in die USA und änderte seinen Namen in Jack Tramiel. Im Frühjahr 1948 ging er zur United States Army und lernte dort das Reparieren diverser Bürogeräte.
Im Jahre 1952 schied er aus der Armee aus und arbeitete fortan als Gerätetechniker auch für die Armee. 1953 wurde er amerikanischer Staatsbürger und eröffnete einen Laden in der Bronx, den er Commodore Portable Typewriter nannte. Er reparierte weiterhin hauptsächlich Schreibmaschinen.
In Toronto gründete er 1954 die Commodore Business Machines International (CBM), die sich zunächst dem Import preiswerter Schreib- und anderer Büromaschinen aus Europa widmete. Die Gründung erfolgte in Kanada, um Importbeschränkungen in den USA zu umgehen.

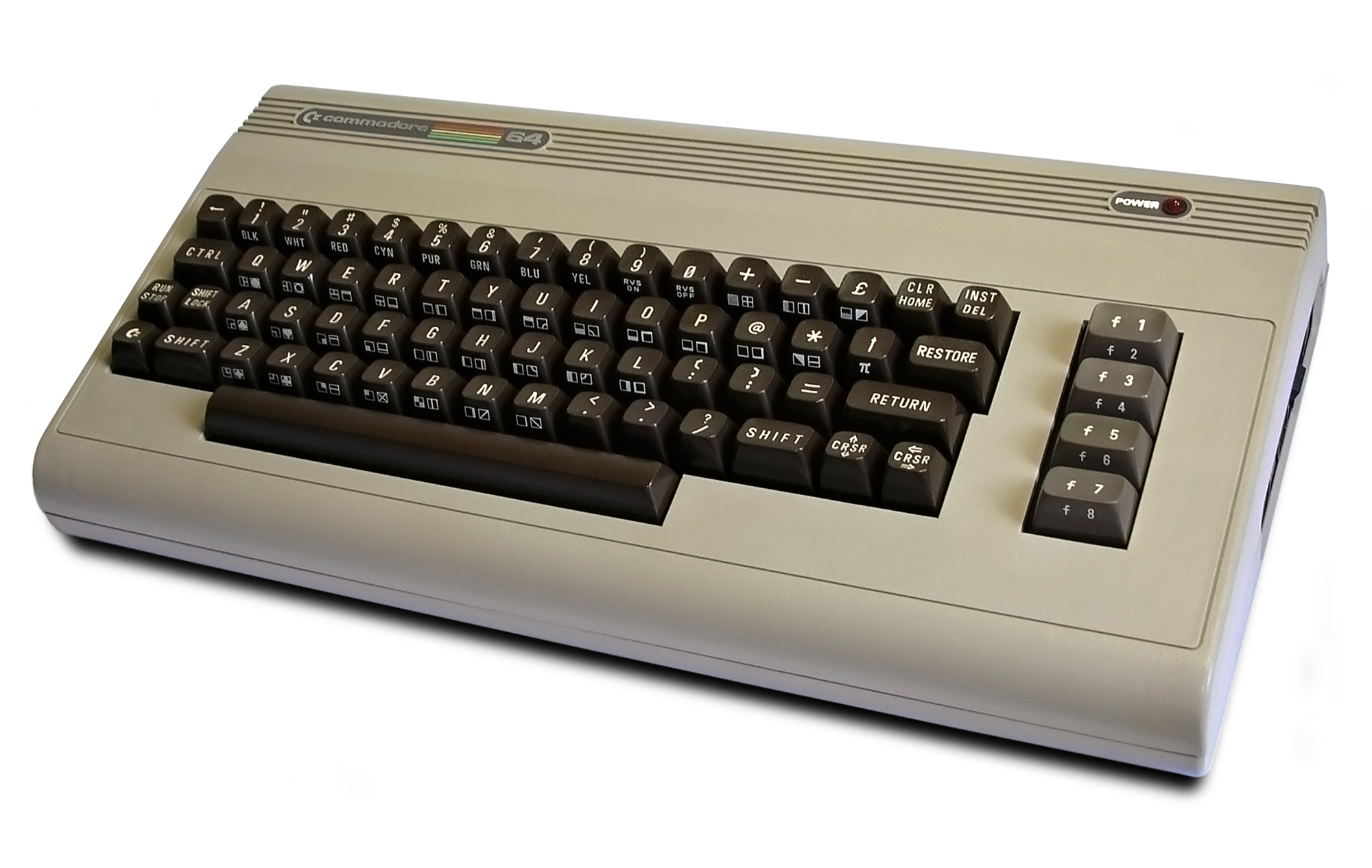
Der C64 im „Brotkasten“-Gehäuse

Tramiel brachte 1962 Commodore an die Börse. Mitte der 1960er-Jahre stand das Unternehmen vor der Insolvenz, konnte aber durch den Einstieg des Investors Rechtsanwalt Irving Gould (1919–2001) aus Toronto gerettet werden. In den frühen 1970er-Jahren führte Tramiel bei Commodore die Herstellung elektronischer Taschenrechner ein und etablierte sich erfolgreich in deren unterstem Preissegment, das von den Hauptkonkurrenten Hewlett-Packard und Texas Instruments wegen deren Streben nach einem hochwertigen Markenimage vernachlässigt worden war.
Im Jahre 1976 kaufte er das junge Unternehmen MOS Technologies auf, damals einer der wichtigsten Hersteller von Mikroprozessoren, durch das Commodore weitgehend unabhängig von externen Chipherstellern wurde. Die bedeutendsten Produkte, die er in dem Unternehmen auf den Weg brachte, waren der Commodore PET 2001, der VC20 und der C64. Am 13. Januar 1984 musste Tramiel wegen Meinungsverschiedenheiten mit Gould bei Commodore ausscheiden. Er kaufte daraufhin die Endkundensparte der Atari Inc., die zu diesem Zeitpunkt durch den Videospiele-Crash in finanzieller Not war.

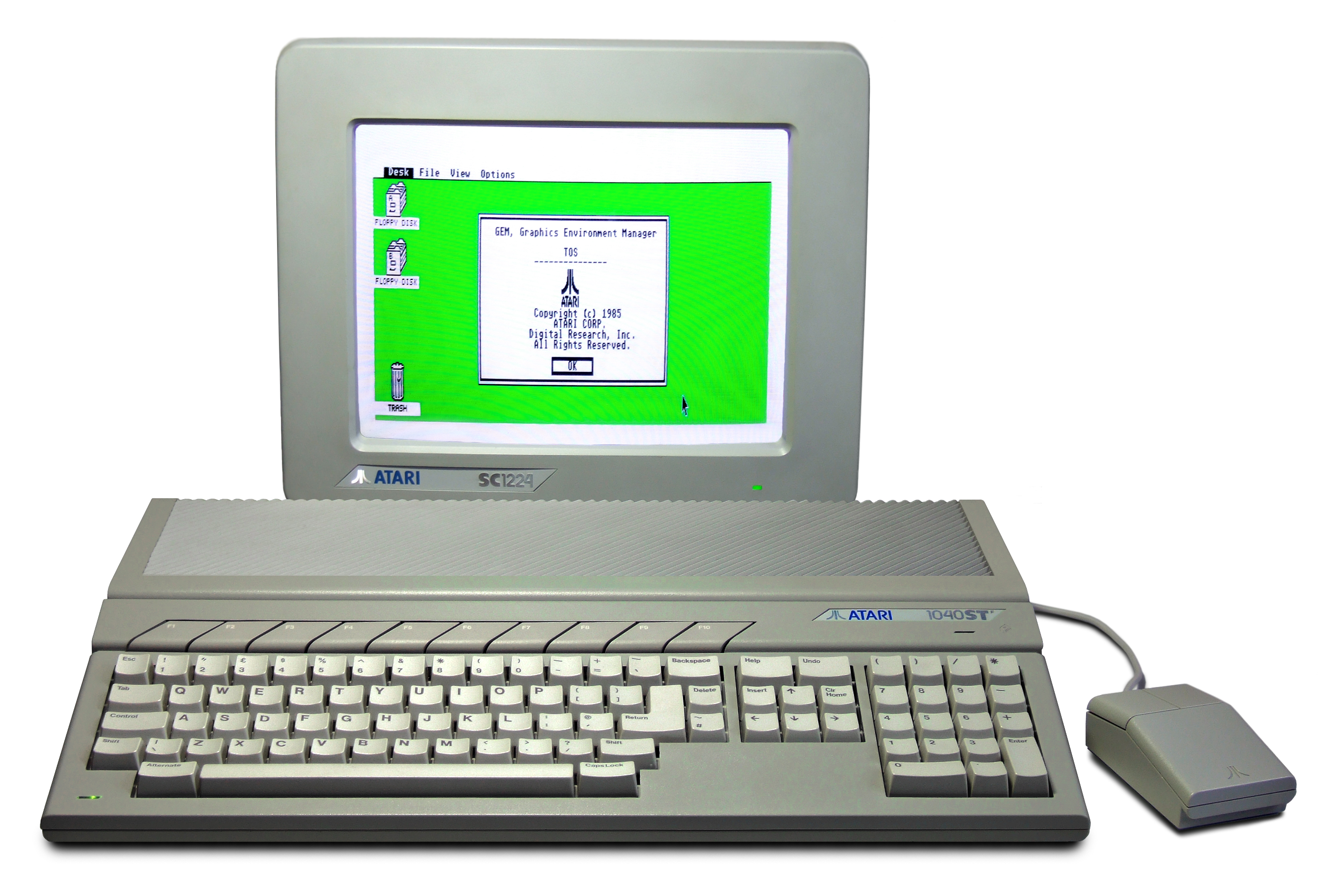
Atari ST

Zusammen mit seinen drei Söhnen, Leonard, Sam und Garry Tramiel, leitete er zwölf Jahre lang die Atari Corporation. Dann, nach einigen anfänglich erfolgreichen Heimcomputersystemen wie dem Atari ST und dem erfolglosen Versuch, mit dem Atari Jaguar im Spielekonsolen-Markt (wieder) Fuß zu fassen, musste am 30. Juni 1996 die Atari Corporation mit dem Festplatten-Hersteller JTS Corporation (JTS Corp) notfusionieren. Atari wies durch die Verkaufserlöse der Vergangenheit und gewonnene Gerichtsverfahren zwar einen nennenswerten Kassenbestand auf, hatte jedoch durch die erfolglose Jaguar-Konsole hohe Verluste und keinen Ausblick mehr auf bedeutende Marktanteile, wodurch innerhalb von zwei Jahren die Insolvenz unvermeidbar gewesen wäre. Umgekehrt hatte JTS Corp einen nennenswerten Anteil des Festplattenmarktes, war jedoch aufgrund seines niedrigen Kassenbestandes akut von der Insolvenz bedroht. Zwar wurde anfangs die Absicht bekundet, den Atari-Zweig fortzuführen, jedoch wurde der Atari-Zweig rasch abgewickelt, um die Kasse der JTS Corp aufzustocken. JTS Corp konnte so drei Jahre überleben, bevor sie dennoch Insolvenz anmelden musste.
Tramiel hatte bereits im Zuge der Fusion die Führung des Atari-Zweigs an das Management der JTS Corp abgegeben. Er zog sich daraufhin aus dem Berufsleben zurück und lebte bis zu seinem Tode in Monte Sereno, Kalifornien. Dort verstarb er im April 2012 im Kreis seiner Familie im Alter von 83 Jahren.
Tramiel unterstützte mit seinem Vermögen den Aufbau des United States Holocaust Memorial Museums in Washington, D. C.